# Los Chapillacs
Los Chapillacs es un grupo musical de cumbia peruana y chicha sicodélica formado en Arequipa (Perú) en el año 2006.

## Historia
El grupo nació en 2006 de mano de Jean Paul Quezada, Yawar Mestas, Renato Rodríguez, Maycol Medina, y los hermanos Gabriel y Marco Infantas, quienes acuñaron el nombre del grupo basándose en la Virgen de Chapi, patrona de Arequipa, el grupo Los Shapis, y la marca de coche Cadillac y la influencia de la banda argentina Los Fabulosos Cadillacs. Todos ellos integraban las bandas Bebob, Llantas Negras y de Soul blues, todos parte del colectivo Cerco Eléctrico, que se fusionaron al iniciar un proyecto musical que pretendía realizar un tributo a Chacalón.
En febrero del 2007 se incorporó Marcial Ayala como vocalista, y el grupo grabó ¡Ahora si!, su primera maqueta. A partir de entonces ofrecieron conciertos en diversos puntos de Arequipa y Lima, lo que les hizo atraer a una base de fanáticos y personalidades como el pintor Christian Bendayán. Además pudieron aparecer en espacios televisivos y radiofónicos promocionando su sencillo Cumbia delincuencial, que se convirtió en un éxito musical. Esa canción, junto a Recordando a Marión, fue editada en vinilo de 45 RPM por la disquera estadounidense Masstrópica.
En 2009 Ayala es remplazado por Jorge Infantas en la voz, y se incorpora Erick Márquez, conocido como Chapillita, en la animación. En ese entonces estaban preparando su primer álbum de estudio, mientras seguían realizando conciertos por diversas ciudades peruanas. En 2010 hubo un nuevo y definitivo cambio en la composición del grupo, Maycol Medina es remplazado por Marcilio Sotomayor en los timbales. En julio de ese año Recordando a Marión es uno de los temas elegidos para representar a la cumbia contemporánea en el recopilatorio Beginner’s Guide to Cumbia, editado por Pablo Yglesias y el sello Nascente Records.
Odisea Cumbia 3000 es publicado en julio de 2010. El álbum llama la atención de los principales medio de comunicación peruanos. Unas de las canciones, He traicionado tu amor, es grabada junto a Pascualillo Coronado, mítico cantante de cumbia. El tema fue uno de los seleccionados como banda sonora de los Juegos Panamericanos de 2019 celebrados en Lima. A finales de 2010 el grupo realizó una publicidad para el Metropolitano de Lima.
En el año 2011 el grupo se internacionaliza y viaja a Argentina y Chile para realizar presentaciones en vivo. Al año siguiente algunas de sus canciones fueron incluidas en las películas peruanas Lima 13, de Fabrizio Aguilar, y Retrato Peruano del Perú, de Sofía Velásquez Núñez y Carlos Sánchez Giraldo. En 2013 el tema He traicionado tu amor es incluido en el compilatorio The rough guide to cumbia. Ese mismo año, en agosto, compartieron escenario con The Wailers y Los Fabulosos Cadillacs en Arequipa por el aniversario de la ciudad, y participaron en el Festival de Música y Artes Selvámonos.
En octubre de 2020, y debido a la pandemia de coronavirus, realizaron un concierto virtual para presentar un EP con los temas Día de salvación y Fiesta de mostros. Además anunciaron su nuevo trabajo en estudio, Lo bueno, lo malo, lo feo y los alaracosos Chapillacs., que contó con la colaboración de artistas peruanos como Daniel F, Laurita Pacheco, Lucho Carrillo (Cumbia All Star, Los Diablos Rojos), Rony Carbajal (Xdinero) y el folklorista arequipeño Filiberto Barrios. Este disco fue publicado en 2021.

## Discografía
- ¡Ahora sí! (2007)
- Odisea Cumbia 3000 (2010)
- Lo bueno, lo malo, lo feo y los alaracosos Chapillacs (2021)